# Peperomia carnicaulis
Peperomia carnicaulis är en pepparväxtart som beskrevs av C. Dc.. Peperomia carnicaulis ingår i släktet peperomior, och familjen pepparväxter. Inga underarter finns listade i Catalogue of Life.